# Hamberg, Uppsala

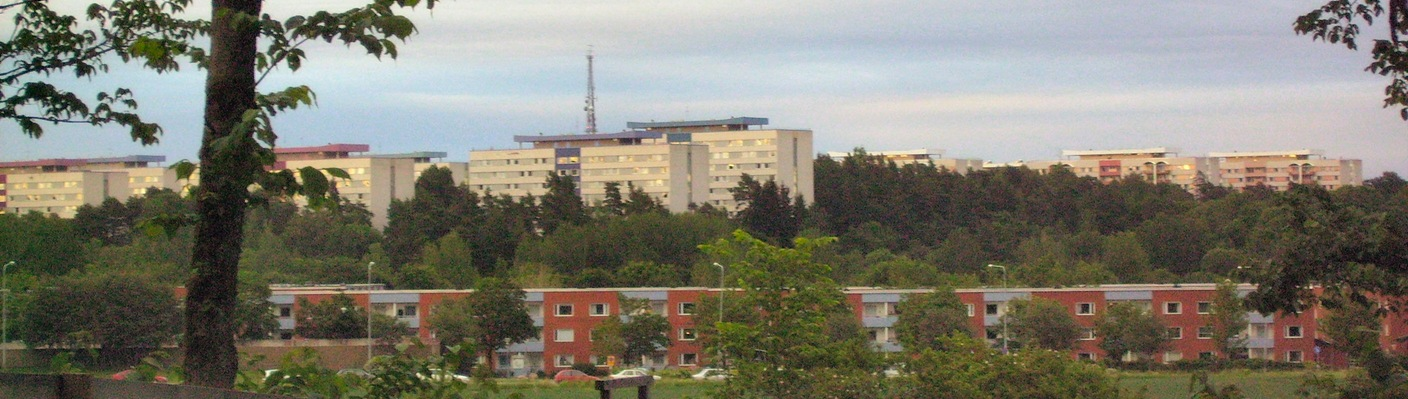
Flogsta där de låga röda husen i Hamberg syns i förgrunden.

Hamberg är ett bostadsområde i stadsdelen Flogsta i sydvästra Uppsala som ofta även kallas Flogsta låghus. Området består av låga flerfamiljshus i rött tegel byggda 1974 som främst används som studentbostäder.